# Землетрясение в Кайене (1997)
Кайен (также известно как Ардекул) — землетрясение, которое произошло 10 мая 1997 года в 07:57 UTC (12:57 по местному времени) в северном иранском остане Хорасан в районе Кайена. Это было крупнейшее землетрясение в регионе с 1990 года. Оно имело магнитуду 7,3 по моментной шкале, его эпицентр был расположен примерно в 270 километрах к югу от Мешхеда в деревне Ардекул. Землетрясение вызвало серьёзные разрушения, опустошило регион Бирджанд-Кайен. Погибло 1567 человек и более 2300 получили ранения, 50 000 человек потеряли жильё, было повреждено или разрушено более 15 000 домов. Геологическая служба США назвала это землетрясение самым смертоносным событием 1997 года. После основного случилось ещё около 155 подземных толчков. Позднее было установлено, что землетрясение было вызвано разрывом вдоль разлома, проходящего под ирано-афганской границей.
Ущерб в конечном итоге был оценен в 100 млн долларов, и многие страны отреагировали, пожертвовав одеяла, палатки, одежду и продукты питания. Также были отправлены спасательные команды для оказания помощи местным волонтёрам в поиске выживших, оказавшихся под завалами. Местами разрушения вокруг эпицентра землетрясения были абсолютными; это связали с практикой строительства невысокого качества в сельской местности, что придало импульс растущему движению за внесение изменений в строительные нормы и правила для строительства сейсмостойких зданий. Поскольку в Иране землетрясения являются причиной смерти 1 из 3000 человек, американский геофизик предположил, что для решения текущих проблем общественной безопасности потребуется общенациональная программа перестройки.

## Предыстория и геология
В Иране регулярно происходят землетрясения; только в 1996 году было зарегистрировано 200 землетрясений. Как и десятки предшествовавших ему событий, землетрясение в Кайене 1997 года имело значительные масштабы. Оно произошло в субботу, 10 мая 1997 года, в 12:57 по местному времени в регионе Систан, одном из самых сейсмически активных районов страны. Это было первое крупное землетрясение в этом регионе с 1979 года, магнитуда землетрясения составила 7,3 по шкале моментной магнитуды, 7,2 по шкале магнитуд поверхностной волны, 7,7 по шкале энергетической величины (Me), и оно имело максимальную воспринимаемую интенсивность X по шкале интенсивности Меркалли.
Землетрясение было вызвано разрывом вдоль разлома Абиз, части зоны сутура Систан на востоке Ирана. Расположенная к северо-востоку от основной зоны столкновения Аравийской и Евразийской тектонических плит, зона Систан отмечает восточную границу Иранской микроплиты, где она пересекается с афганским блоком земной коры. Большая часть Ирана расположена на одной микроплите, что обуславливает сейсмическую активность в основном вдоль её границ. И землетрясение 1968 года в Даште-Байезе (магнитуда 7,3, в результате погибло 12 000-20 000 человек), и землетрясение Кайен были результатом сдвиговых разломов, что означает, что блоки земной коры по обе стороны разломов сместились относительно друг друга горизонтально. Землетрясение Кайен было вызвано правым боковым движением вдоль разлома Абиз. Помимо доминирующего сдвигового смещения, также наблюдались локальные признаки взбросового смещения. Среднее смещение около 2 м указывает на низкий перепад статического напряжения, что больше соответствует межплитовому землетрясению, чем внутриплитовому событию. Максимальное горизонтальное ускорение во время землетрясения составило приблизительно 6,9 метра в секунду — почти три четверти ускорения, которое объект имел бы при свободном падении, — и произошло вблизи эпицентра землетрясения. Толщина слоя земной коры, затронутого разрывом, составила 20-25 километров. Разрыв земли в результате землетрясения распространился на 110 километров (68 миль), что было длиннее, чем можно было ожидать, учитывая магнитуду землетрясения. Также случилось не менее 155 афтершоков, достигающих магнитуды до 5,5 по шкале Рихтера. Многие из афтершоков произошли вдоль разрыва на расстоянии до 24 километра (15 миль) ниже поверхности.
Эпицентр землетрясения находился в деревне Ардекул в провинции Южный Хорасан, которая граничит с Афганистаном. Деревня изолирована между горами и холмами. Хотя иранское правительство распределило более 800 сейсмографов по всей стране, лишь немногие из них были размещены в регионе Кайен из-за пустынного климата и удалённости этого района.
Из-за сухого климата в Кайене не хватает древесины — основного компонента при строительстве сейсмостойких домов; вместо этого дома строятся из самана. Жители этого бедного региона живут за счет натурального хозяйства, выращивая скот и такие культуры, как пшеница и шафран. Когда произошло землетрясение, большая часть населения уже работала в полях; в основном эти люди выжили. При лечении пострадавших от травм обнаружилось, что многие из них хронически недоедали.

## Ущерб и жертвы
Землетрясение ощущалось на площади 500 000 квадратных километров (193 051 кв. миль), в том числе в городах Мешхед, Керман и Йезд. Наибольшие разрушения случились в полосе в 100 километров между эпицентром и Бирджендом. Подземные толчки спровоцировали по всему региону оползни и нанесли большой ущерб местным глинобитным постройкам. Целые улицы были превращены в руины, а в одной деревне при обрушении начальной школы погибло 110 девочек.
В первоначальном отчете The New York Times утверждалось, что в наиболее пострадавшем районе погибло более 2000 человек, ещё 394 человека погибли в Бирдженде и двое — в небольшом городе Хаваф. Сообщалось также, что землетрясение привело к гибели пяти человек в Афганистане. В ходе спасательных работ эти цифры были пересмотрены; Геологическая служба США утверждает, что погибло 1572 человека и около 2300 получили ранения. После извлечения тел их хоронили в братских могилах. Чиновники были обеспокоены тем, что колебание температуры — от 5 до 29 °C в день землетрясения — приведёт к более быстрому гниению трупов, что повлечёт распространение инфекции.
Многие деревни остались без электричества и воды, в результате чего выжившие не смогли самостоятельно заботиться о себе. Раненые часто находились на расстоянии до 90 миль (140 км) от ближайшей больницы. Для лечения раненых не хватало врачей. Сильные афтершоки побудили выживших покинуть окрестности своих домов и перебраться в палатки. Несколько дней спустя произошло ещё одно землетрясение магнитудой 4,8. В результате землетрясения и его афтершоков был разрушен каждый из 700 домов в деревне Абиз (90 километров (56 миль) к востоку от Кайена), а 400 из 1200 её жителей погибли.
По данным иранской радиостанции, 200 деревень получили серьёзные повреждения или были полностью разрушены. Геологическая служба США подсчитала, что были разрушены 10 533 дома; ещё 5474 дома получили повреждения различной степени тяжести. Пятьдесят тысяч человек остались без крова. Местные власти первоначально оценили ущерб в 67 млн долларов США 1997 года. Позднее оценка была увеличена до 100 млн долларов США 1997 года. Было обнаружено, что сто школ и множество медицинских центров в пострадавших районах нуждаются в ремонтных работах.
Многие из наиболее серьёзно поврежденных домов обладали простой конструкцией, у них были стены из глины, самана или кирпича, уложенными 40-50 см в толщину. Эти материалы, как правило, более уязвимы землетрясениям, однако некоторые из домов, построенных традиционным способом, получили незначительные повреждения или вообще их не получили, что было обусловлено рядом факторов, включая, возможно, соотношение высоты и ширины, отсутствие окон и качество использованных материалов. В целом дома с железобетонным каркасом, построенные после землетрясения 1979 года, оказались более устойчивыми к землетрясению. Те из них, кто находился вблизи эпицентра, всё же получили серьёзные повреждения из-за веса крыш и слабых соединений между основными конструктивными элементами.

## Оказание помощи
| Организация/страна                                              | Сумма пожертвования (в долл. США) |
| --------------------------------------------------------------- | --------------------------------- |
| Агентства, связанные с Организацией Объединённых Наций          | 525 000                           |
| Япония                                                          | 300 000                           |
| Страны ОПЕК                                                     | 300 000                           |
| Германия                                                        | 235 000                           |
| Великобритания                                                  | 200 000                           |
| Норвегия                                                        | 90 000                            |
| Дания                                                           | 35 000                            |
| Международные организации Красного Креста и Красного Полумесяца | 33 800                            |
| Соединённые Штаты                                               | 25 000                            |

К поискам выживших, погребённых под грудами кирпичных и цементных обломков, были привлечены несколько тысяч добровольцев. Многие волонтёры работали прямо руками. Местные организации, включая Иранский Красный Полумесяц, отправили 9000 палаток, более 18000 одеял, консервы, рис и финики. Дополнительные 73 тонн поставок были отправлены иранским правительством в Мешхед, откуда координировались усилия по оказанию помощи.
Генеральный секретарь Организации Объединённых Наций Кофи Аннан призвал международное сообщество «отреагировать оперативно и щедро». Франция отправила грузовой самолёт, заполненный одеялами, палатками, одеждой и продуктами питания, а швейцарские власти отправили спасательную команду с собаками, обученными поисково-спасательным операциям. 14 мая в Мешхед из европейских и арабских стран прибыло несколько самолётов с палатками, одеялами и керосиновыми печами. Представители Соединённых Штатов, назвав катастрофу «гуманитарной проблемой», заявили, что, несмотря на их серьёзные разногласия с Ираном, они пожертвуют припасы и дадут другую помощь, если их попросят. Центральный комитет меннонитов, американское агентство по оказанию помощи, базирующееся в Акроне, штат Пенсильвания, перенаправило на оказание помощи 400 тонн чечевицы и кулинарных масел, предназначенных для беженцев-иммигрантов. Специализированная британская организация по спасению при стихийных бедствиях, Международный корпус спасения, предложила направить команду, но получила отказ в предоставлении виз (по причине того, что «на место катастрофы уже прибыло достаточно спасательных бригад»), предложение Швейцарии о дополнительной помощи также было отклонено. Несколько стран региона Персидского залива направили соболезнования семьям жертв и правительству региона.
Поскольку пострадавший район крайне отдалён, распределять гуманитарную помощь было сложно. Чтобы добраться до некоторых деревень, надо было ехать пять часов по грунтовым дорогам, некоторые из которых во время землетрясения обрушились или были покрыты оползнями. Для доставки грузов в некоторые иным образом недоступные районы использовались вертолёты.
Хотя операции по оказанию помощи продолжались ещё некоторое время, 14 мая правительство Ирана прекратило спасательные работы, так как предполагалось, что среди обломков больше нет выживших.

## Будущие угрозы
Иран в отчёте 2004 года о странах с низким уровнем сейсмостойкого строительства был назван «худшим нарушителем». Профессор Роджер Билхэм из Университета Колорадо в Боулдере, геофизик, специализирующийся на деформациях и опасностях, связанных с землетрясениями, считает, что причиной того, что с начала XX века 1 из 3000 иранцев погибает в результате землетрясений, являются методы строительства. Билхэм утверждает, что «большая часть Ирана нуждается в перестройке». Организация Объединённых Наций подготовила для Ирана Общую оценку страны, в которой также говорится, что «хотя для крупных городов существуют адекватные строительные нормы, обычно считается, что они не соблюдаются строго… большинство из тех, кто пострадал от недавних крупных землетрясений, жили в небольших городах и деревнях. Сейсмостойкое строительство в этих районах встречается очень редко, а адекватные строительные нормы ещё не приняты». Анализ поведения традиционных зданий во время землетрясения показал, что ряд факторов, включая высокую стоимость строительства, некачественные материалы, нехватку квалифицированных кадров в сельской местности и отсутствие строительных норм, регулирующих традиционные методы строительства, привели к ухудшению качества таких зданий. В исследовании рекомендованы правила, регулирующие строительство традиционных арок и куполов.
Землетрясения в Иране вызывают большую обеспокоенность у населения и являются препятствием для экономического развития. За последнее столетие произошло двенадцать землетрясений магнитудой более семи баллов по шкале Рихтера. Три четверти крупных городов Ирана находятся в районах, подверженных сильным землетрясениям. Землетрясение Манджиль-Рудбар 1990 года, в результате которого погибло не менее 42 000 человек, обошлось Ирану примерно в 7,2 процента его валового национального продукта (ВНП) за тот год и свело на нет два года экономического роста.
В 2007 году в ответ на регулярные землетрясения в южных, юго-западных и центральноазиатских регионах был создан Азиатский центр по снижению сейсмического риска. Эта организация существует для «поощрения регионального и межрегионального сетевого взаимодействия и партнерства в целях снижения сейсмического ущерба». Землетрясения являются причиной 73 % смертей от стихийных бедствий в этом районе.